# 여공
여공(呂公, ? ~ ?) 혹은 여개(呂介)는 중국 후한 말 유표 휘하의 무장이다. 양양 전투에서 손견을 전사시켰다.

## 생애
191년(초평 2년) 혹은 192년 형주를 공격해 온 손견을 산으로 유인한 후 돌과 화살을 쏟아부어 전사시켰다. 이외의 기록은 없다.

## 삼국지연의
사서가 아닌 소설 《삼국지연의》에서는 손견을 사살한 직후 여세를 몰아 본진까지 습격했다가 손견의 부하 정보에게 죽는다.

## 참고 문헌
- 왕찬, 《영웅기》 ; 배송지 주석, 《삼국지》46권 오서 제1 손견에서 인용
- 왕찬, 《영웅기》 ; 이현 주석, 《후한서》74권下 열전 제64下 유표에서 인용